# Craugastor chrysozetetes
Craugastor chrysozetetes is een uitgestorven kikker uit de familie Craugastoridae. De soort werd voor het eerst wetenschappelijk beschreven door James Randall McCranie, JayMathers Savage en Larry David Wilson in 1989. Oorspronkelijk werd de wetenschappelijke naam Eleutherodactylus chrysozetetes gebruikt.
De soort was endemisch in Honduras en kwam veel voor op de Cerro Búfalo, gelegen aan de rand van het Pico Bonito National Park.
De soort was altijd uiterst zeldzaam en na een aantal zoektochten faalde men de soort te vinden. Het IUCN beoordeelde de soort als uitgestorven in 2004. De mogelijke oorzaak is het verlies van habitat maar ook Chytridiomycosis (een besmettelijk ziekte door de gistachtige schimmel Batrachochytrium dendrobatidis) zou mee een oorzaak spelen.